# Dusona maruyamae
Dusona maruyamae là một loài tò vò trong họ Ichneumonidae.